# مابل غاريسون
مابل غاريسون (بالإنجليزية: Mabel Garrison)‏ هي مغنية ومغنية أوبرا أمريكية، ولدت في 24 أبريل 1886 في نيويورك في الولايات المتحدة، وتوفيت في 20 أغسطس 1963.

## وصلات خارجية
- مابل غاريسون على موقع ميوزك برينز (الإنجليزية)
- مابل غاريسون على موقع ديسكوغز (الإنجليزية)